# Saliva (album)
Saliva è il primo album in studio del gruppo musicale statunitense omonimo, pubblicato nel 1997. Fu prima pubblicato dalla Rocking Chair Records, con una copertina nera, e poi nuovamente commercializzato dalla Red Urban Records con la copertina con la faccia.
Il brano 800 apparve anche nella colonna sonora del film Resident Evil (2002), in forma di remix "oscuro".

## Tracce
1. Beg – 3:35
2. Sink – 4:00
3. Call It Something – 4:12
4. Spitshine – 3:01
5. Greater Than Less Than – 3:46
6. Cellophane – 3:52
7. Tongue – 4:20
8. Pin Cushion – 4:49
9. Sand Castle – 5:08
10. Groovy – 4:05
11. I Want It – 3:19
12. Suffocate – 4:50
13. 800 – 5:49

## Formazione
- Josey Scott – voce
- Todd Poole – batteria
- Wayne Swinny – chitarra
- Chris D'Abaldo – chitarra
- Dave Novotny – basso